# Terebovlja
Terebovlja (ukrajinsky i rusky Теребовля; polsky Trembowla) je město v Ternopilské oblasti na Ukrajině. Leží na řece Hnizně těsně nad jejím ústím do Seretu, jižně od oblastního správního střediska Ternopilu na půl cesty na Čortkiv. V roce 2012 měla Terebovlja přes 13 000 obyvatel.

## Dějiny
První zmínka o Terebovlje je v roce 1097 dochovaná v Ipaťjevském letopise. V roce 1340 se stala součástí Polského království a v roce 1389 se stala městem ve smyslu magdeburského práva. V letech 1569 až 1772 byla součástí Republiky obou národů.
S vybudováním hradu ke konci čtrnáctého století se přitom stala Terbovlja hraniční pevností, kde se odehrávaly boje proti Tatarům (1453, 1498, 1508, 1516) a Turkům (1675, 1688), přičemž byla několikrát zničena.
V letech 1772 až 1918 byla Terebovlja součástí Haličsko-lodoměřského království, korunní země Habsburské monarchie. Za Rakouska byla Terebovlja posádkovým městem, v roce 1914 zde byla posádkou 2. divize[zdroj?] 2. českého dragounského pluku a 32. uherský prapor polních myslivců.
Po první světové válce se stala krátce od listopadu 1918 do léta 1919 součástí Západoukrajinské republiky, než připadla do Druhé Polské republiky, kde správně patřila do Tarnopolského vojvodství. V roce 1939 ji obsadil Sovětský svaz a stala se nejprve součástí Ukrajinské sovětské socialistické republiky a později součástí samostatné Ukrajiny.